# Sonda (okręg miejski)
Sonda - okręg miejski (alevik) w Estonii, w prowincji Virumaa Wschodnia, w gminie Lüganuse. W 2011 roku zamieszkany przez 425 osób.
Do 2017 roku Sonda stanowiła siedzibę władz gminy Sonda. W wyniku reformy administracyjnej gmina Sonda przestała istnieć, a jej obszar powiększył obszar gminy Lüganuse.

## Położenie
Sonda znajduje się w zachodniej części prowincji Virumaa Wschodnia, we wschodniej części Estonii. Miejscowość położona jest około 12 km od wybrzeża Zatoki Fińskiej, będącej częścią Morza Bałtyckiego. 3,5 km na zachód od Sondy położone jest jezioro Uljaste. Około 8 km na wschód znajduje się miasto Kiviõli.

## Transport
Sonda znajduje się na linii kolejowej, łączącej Tallinn z Narwą. Pierwszy dworzec znajdował się około 1,3 km na wschód od lokalizacji obecnego dworca i został wybudowany w 1890 roku. Stacja w miejscu, w którym znajduje się obecnie, została wybudowana w 1897 roku, jednak budynek został zniszczony w 1941 r.
W latach 1900–2000 Sonda była stacją węzłową. W roku 1900 wybudowano linię do Aseri, a w 1926 linię do Mustvee. Obecnie rozważa się odbudowanie linii do Aseri w związku z rozbudową tamtejszego portu.